# Головнин, Михаил Ильич
Михаил Ильич Головнин — советский военный, государственный и политический деятель, генерал-лейтенант.

## Биография
Родился в 1911 году в деревне Сапегино. Член КПСС.
С 1932 года — на хозяйственной, общественной и политической работе. В 1932—1973 гг. — красноармеец, на командных должностях в Рабоче-Крестьянской Красной армии, участник Великой Отечественной войны, помощник начальника штаба БТ и МВ 31-й армии, начальник штаба БТ и МВ 26-й армии, на командных должностях в Советской Армии, начальник штаба Московского военного округа.
Делегат XXIV съезда КПСС.
Умер в Москве в 2000 году.